# Frank Wartenberg
Frank Wartenberg (ur. 29 maja 1955 w Bülzig) – niemiecki lekkoatleta specjalizujący się w skoku w dal, uczestnik letnich igrzysk olimpijskich w Montrealu (1976), brązowy medalista olimpijski w skoku w dal. W czasie swojej kariery reprezentował Niemiecką Republikę Demokratyczną.
Mąż biegaczki Christiane Wartenberg.

## Sukcesy sportowe
- czterokrotny medalista mistrzostw NRD w skoku w dal – złoty (1976), dwukrotnie srebrny (1974, 1978) oraz brązowy (1977)[1]
- dwukrotny medalista halowych mistrzostw NRD w skoku w dal – złoty (1974) oraz srebrny (1977)[2]

| Rok  | Miasto        | Zawody                      | Konkurencja | Wynik         |
| ---- | ------------- | --------------------------- | ----------- | ------------- |
| 1973 | Duisburg      | Mistrzostwa Europy juniorów | skok w dal  | złoty medal   |
| 1974 | Göteborg      | Halowe mistrzostwa Europy   | skok w dal  | 8. miejsce    |
| 1976 | Montreal      | Igrzyska olimpijskie        | skok w dal  | brązowy medal |
| 1977 | San Sebastián | Halowe mistrzostwa Europy   | skok w dal  | 5. miejsce    |
| 1977 | Düsseldorf    | Puchar świata               | skok w dal  | 5. miejsce    |

## Rekordy życiowe
- skok w dal – 8,18 – Berlin 10/07/1976
- skok w dal (hala) – 8,01 – Berlin 23/02/1974 (rekord Niemiec juniorów)